# Reflexie totală

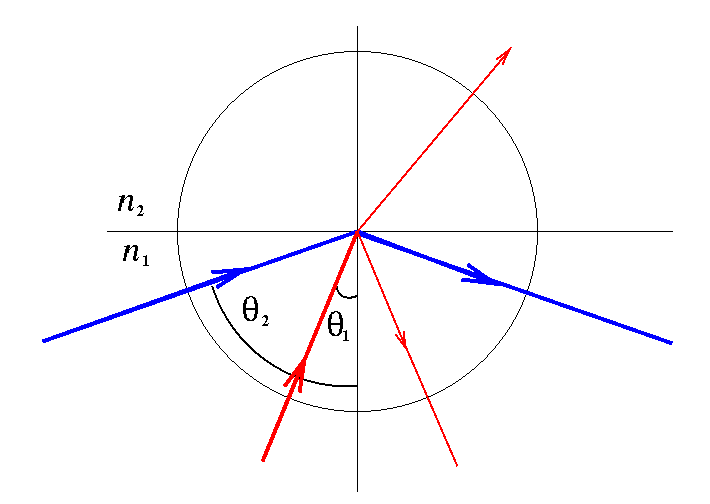
Reflexie totală internă. Cu roșu, cazul unui unghi de incidență mai mic decât unghiul critic; o parte din energia electromagnetică trece de suprafața de separație sub forma unei raze refractate, restul întorcându-se în mediul din care a venit sub forma razei reflectate. Cu albastru, cazul unui unghi de incidență mai mare decât unghiul critic; raza este complet reflectată în mediul din care a venit.

Reflexia totală (numită uneori și reflexie internă totală) este fenomenul optic de reflexie a luminii pe suprafața de separare dintre două medii transparente, atunci când mediul din care vine lumina are un indice de refracție mai mare decât în celălalt mediu, iar unghiul de incidență este atât de mare încât refracția nu mai poate avea loc. În astfel de condiții, întregul fascicul incident este reflectat înapoi în mediul din care a venit.
Reflexia totală este folosită într-o serie de aplicații practice, ca de exemplu transmisia prin fibră optică, elemente optice din unele binocluri și aparate de fotografiat, dispozitive de citire a amprentelor digitale etc.

## Descriere
La trecerea dintr-un mediu optic mai dens (cu indice de refracție mai mare) într-unul mai puțin dens, unghiul de refracție este mai mare decât unghiul de incidență. Pornind de la o incidență normală și crescând treptat unghiul de incidență, se ajunge la o anumită valoare, numită unghi critic sau unghi limită, la care unghiul de refracție corespunzător atinge valoarea de 90° (π/2 radiani), adică raza refractată devine tangentă la suprafața de separare dintre medii. În același timp, energia refractată scade la zero.
Crescând în continuare unghiul de incidență refracția nu se mai produce deloc. Întreaga energie incidentă este reflectată, de unde și denumirea fenomenului. Vizual, reflexia totală are aspectul unei foarte bune reflexii metalice.

## Unghiul critic

La limită, raza reflectată devine tangentă la suprafața dioptrului. Indici de refracție: jos, sus. Figura a fost desenată pentru = 1,5 și = 1. În acest caz unghiul critic are valoarea 41,81°.

Pentru a calcula unghiul critic se poate aplica formula lui Snell:
{\displaystyle n_{1}\sin i=n_{2}\sin r}
în care {\displaystyle n_{1}} este indicele de refracție al mediului din care pornește raza, {\displaystyle n_{2}} este indicele mediului opus, i este unghiul de incidență, iar r unghiul de refracție. Lui r i se dă valoarea π/2, sinusul corespunzător devine 1, iar unghiul critic este egal cu unghiul de incidență în aceste condiții:
{\displaystyle i_{c}=\operatorname {arcsin} \left({\frac {n_{2}}{n_{1}}}\right)}
Astfel, unghiul critic depinde numai raportul indicilor de refracție ai celor două medii transparente. Pentru sticlă cu n = 1,5 și aer unghiul critic este de 41,8°, iar pentru apă cu n = 1,333 și aer unghiul critic este 48,6°.

## Legile reflexiei totale
Legile reflexiei totale sunt aceleași ca la orice reflexie:
1. Raza incidentă, normala ridicată în punctul de incidență și raza reflectată sunt coplanare.
2. Unghiul de reflexie r este egal cu unghiul de incidență i, iar raza incidentă și cea reflectată se află de o parte și de cealaltă a normalei.